# یانا دوروشنکو
یانا دوروشنکو (اوکراینی: Яна Дорошенко؛ زادهٔ ۵ ژوئیهٔ ۱۹۹۴) بازیکن والیبال اهل اوکراین است.